# عباس‌آباد (محلات)
عباس‌آباد یک منطقهٔ مسکونی در ایران است که در دهستان باقرآباد واقع شده‌است. براساس سرشماری مرکز آمار ایران در سال ۱۳۹۵، عباس‌آباد ۳۰ نفر جمعیت دارد.